# Ajith Kumar
Pour les articles homonymes, voir Kumar (homonymie).
Ajith Kumar est un acteur indien, né le 1er mai 1971 à Hyderabad (Inde). Il travaille principalement dans le cinéma tamoul.
Surnommé Thala (Caporal), Il a joué plus de soixante films durant sa carrière. Il est également un coureur automobile et a participé à des nombreux circuits en Inde et à l'étranger. 
Il a commencé sa carrière avec un petit rôle dans le film Tamoul de 1990, En Veedu En Kanavar. Son premier rôle principal a été dans Amaravathi en 1993 et du Télougou Prema Pusthakam
Sa première apparition critique acclamée a été dans le thriller romantique Aasai (1995). Ses films romantiques comme Vaanmathi (1996) Kadhal Kottai (1996), Kadhal Mannan (1998) et Aval Varuvala (1998) ont été des succès commerciaux. 
Par la suite, il a reçu des éloges pour son jeu d'acteur avec Vaali (1999), Amarkalam (1999), Mugavaree (2000), Citizen (2001), Poovellam Un Vasam (2001), Villain (2002) et Varalaru (2006).
Il s'est imposé comme un héros d'action avec Dheena (2001), Billa (2007), Mankatha (2011), Arrambam (2013), Veeram (2014), Yennai Arindhaal (2015) et Vedalam (2015).

## Biographie et famille
Ajith est né à Hyderabad, en Inde. Son père, P. Subramaniam, est originaire de Palakkad au Kerala, et sa mère, Mohini, est une Sindhie originaire de Calcutta au Bengale-Occidental. Il a quitté Asan Memorial High School en 1986 avant de terminer ses études secondaires. 
Ajith était le fils du milieu de trois frères, l'autre étant Anup Kumar, investisseur, et Anil Kumar, diplômé de l'IIT Madras devenu entrepreneur.
Cependant, il a des liens étroits avec la culture et la société tamoule, car il a grandi à Chennai, Tamil Nadu. Il a quitté Asan Memorial Senior Secondary School en 1986 pour devenir mécanicien à temps partiel sur deux roues et exportateur de vêtements à temps plein basé à Erode jusqu'en 1990. Plusieurs agences commerciales l'ont poussé à modéliser des publicités dans la presse écrite.
En 1999, sur le tournage du film Amarkalam, il rencontre l'héroïne du film, l'actrice tamoule Shalini avec qui il se marie un an plus tard et a eu une fille prénommée Anoushka née en janvier 2008. Et un garçon prénommé Aadvik en 2015.

## Carrière en sport automobile
Ajith Kumar est un pilote de moto professionnel. Il pilota sur des circuits en Inde tels que ceux de Mumbai, Chennai et Delhi ainsi qu'à l'étranger en Allemagne et en Malaisie. Il est également un pilote automobile professionnel. Il prit part en championnat de Formule 3 pour l'écurie Mango Racing pour la saison 2004. Il finit deux fois troisième cette saison-là. Au 8e Grand Prix de la 'British Formula - 3 Motor Racing', qui a eu lieu le 16 mai 2004 à Knockhill en Écosse, Ajith Kumar atteint le podium, et la 3e position devant 20 autres pilotes rassemblés classe A and B mélangées. Il arrêta ensuite sa carrière car ses fans de cinéma attendaient de lui plus de films. En 2010, il participe au FIA Formula Two Championship 2010.

## Carrière d'acteur

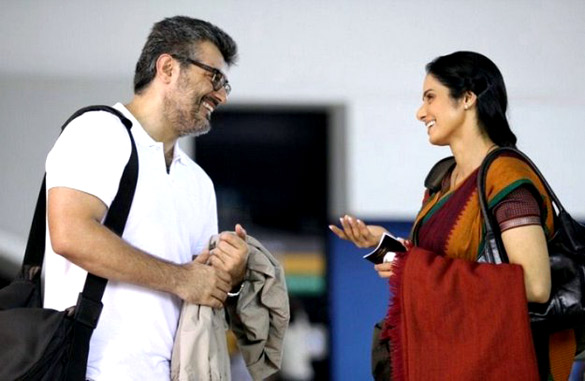
Ajith Kumar à gauche et l’actrice Sridevi à droite.

### 1990–1998: Débuts et expérimentation
Âgé de 19 ans, Ajith a commencé sa carrière d'acteur et est apparu dans une chanson de En Veedu En Kanavar (1990), où il a joué le rôle d'un élève de l'école. Ajith est ensuite apparu dans le film Télougou à petit budget Prema Pustakam en 1992, qui reste son premier et dernier film Télougou. Son premier film tamoul Amaravathi, réalisé par le nouveau venu de l'époque Selva, a connu un succès modéré et sa voix a été rendue par l'acteur Vikram,. Ajith a joué un petit rôle dans la vedette d'Arvind Swamy Paasamalargal (1994), avant d'apparaître dans un second rôle dans le drame familial Pavithra (1994), qui le présentait comme un patient souffrant montrant une affection maternelle.
En 1995, après avoir joué le deuxième rôle principal dans la vedette de Vijay, Rajavin Parvaiyile, il est apparu dans son premier grand succès: Aasai. Le film, réalisé par Vasanth et produit par Mani Ratnam. Le film est devenu un grand succès et a établi Ajith comme un acteur à venir dans l'industrie cinématographique tamoule. En 1996, Il est apparu dans le rôle principal dans Vaanmathi, Kalloori Vaasal et Minor Mappillai. Le deuxième film réussi est venu sous la forme de Kadhal Kottai, lauréat d'un prix national de film du meilleur long métrage en tamoul.
En 1997, il a vu une série de cinq films en action et comédie aux critiques mitigées comme Nesam, Raasi, Ullaasam, Pagaivan et Rettai Jadai Vayasu. Ajith est revenu en 1998 avec un autre grand projet réussi dans Kaadhal Mannan de Saran. Les films suivants Aval Varuvala et Unnidathil Ennai Koduthen sont également devenus des succès, ce dernier mettant en vedette Ajith dans un rôle d'invité. À l'exception d'Uyirodu Uyiraga qui a été un échec.

### 1999-2008: Succès et reconnaissance
En 1999 , il est apparu à reprises commençant par Thodarum et Unnai Thedi. Le prochain film a été le thriller, Vaali, qui l'a interprété pour la première fois en double rôle face à Simran, est devenu l'un de ses plus grands succès à cette époque. La représentation d'Ajith de deux frères qui lui ont valu son premier prix Filmfare du meilleur acteur - Tamoul. Les deux rôles de soutien suivants dans les films dramatiques Anandha Poongatre et Nee Varuvai Ena ont également acclamé. Son 25e film était Amarkalam, réalisé par Saran et mettant en vedette Shalini, qu'il a épousé peu de temps après le film.
Son prochain est Mugavaree (2000), un drame musical lui a valu des éloges commerciaux et critiques. Il est également apparu dans la comédie musicale Kandukondain Kandukondain (2000). Par la suite, un film infructueux, Unnai Kodu Ennai Tharuven (2000). En 2001, Ajith est apparu dans trois films tamouls à succès commercial. Dheena. Il a gagné le surnom, "Thala" (Leader), de ce film. Le prochain était le thriller très médiatisé Citizen, le dépeignant en tenues différentes et il est devenu un succès commercial au box-office. Un rôle dans le drame familial Poovellam Un Vasam suivit en face de Jyothika et fut un succès commercial et critique, gagnant un prix spécial du meilleur acteur de l'État du Tamil Nadu. Une année s'est terminée avec une apparition dans le projet hindi de Santosh Sivan, Asoka, dans lequel Ajith a joué comme l'un des antagonistes contre Shah Rukh Khan. En 2002, Ajith est apparu dans trois films, les deux premiers, Red et Raja étant des déceptions au box-office, le premier renforçant encore son image de héros d'action,. Le troisième film Villain, dans lequel Ajith est apparu dans deux rôles, un en tant que personne handicapée mentale et un autre en tant que frère bienveillant, est devenu un succès et a remporté son deuxième prix du meilleur acteur tamoul.
Ajith est apparu dans moins de films en raison de sa carrière dans la course automobile devenant plus importante. L'année 2003 a vu la libération de son Ennai Thalatta Varuvala et du drame policier Anjaneya, tous deux échoués commercialement. Jana (2004) est également devenu un grand échec, seul Attagasam (2004), étant son seul succès dans la période où il a interprété deux rôles. 
En 2006, Ajith est revenu de son hiatus en apparaissant dans Paramasivan de P. Vasu pour lequel il avait perdu vingt kilogrammes pour interpréter le rôle principal. Le film a connu un succès modéré. Il a eu un retour réussi par sa sortie de son film Varalaru, qui est devenu son premier plus grand succès. Le film de K. S. Ravikumar avec Asin, interprété Ajith dans trois rôles avec ses représentations étant loué par la critique. De plus, le film a valu à Ajith son troisième prix du meilleur acteur tamoul.  
La première sortie d'Ajith en 2007, Aalwar, est devenue une débâcle au box-office, son film précédent continuant toujours à tourner dans les salles de cinéma même après qu'Aalwar ait arrêté sa brève sortie en salle. Kireedam, un remake du film malayalam du même nom, récompensé en 1989, a reçu des critiques positives, le film devenant également un succès modéré. Ajith a ensuite joué dans Billa avec l'actrice Nayanthara, un remake de la vedette Rajinikanth 1980 du même nom devenant un pionnier de la direction artistique et de la cinématographie stylées en Inde. Billa, encore une fois, a présenté Ajith dans deux rôles, l'un d'un don notoire tandis que l'autre jouait une personne innocente qui devait agir en tant que don, après la mort du premier. Ajith est apparu dans le film Aegan, réalisé par le chorégraphe devenu réalisateur Raju Sundaram. Le film a reçu des critiques mitigées et a été un échec au box-office,

### 2010-2019: Héros d'actions
Aasal, sorti en février 2010, fait une grande ouverture au box-office. Le film, qui présentait également Ajith dans deux rôles, a également échoué au box-office malgré de plus grandes attentes.
Après une deuxième incursion dans la course automobile, Ajith a signé un film réalisé par Venkat Prabhu, intitulé Mankatha (2011), qui est devenu notamment son 50e projet. Le film le présentait dans un rôle négatif complet en tant que Vinayak Mahadevan, un officier de police suspendu avec une soif d'argent. Sa performance et sa décision de dépeindre un personnage avec une nuance négative, brisant l'image du héros stéréotype dans le cinéma tamoul ont été saluées par les critiques. Le film a été un blockbuster.
Ajith a ensuite joué dans Billa II, une suite de son film Billa de 2007, sorti le 13 juillet 2012. Les critiques ont apprécié la présence à l'écran et les cascades d'Ajith, mais l'ont blâmé pour le choix de l'histoire et du réalisateur. Finalement, le film a mal tourné au box-office.  
Après une apparence spéciale dans le film de Sridevi English Vinglish, il a joué dans Arrambam (2013) puis Veeram (2014), et co-vedette Tamannaah, qui ont obtenu des critiques positives,. 
Le prochain film d'Ajith était Yennai Arindhaal, avec Gautham Menon comme réalisateur. Vedalam (2015), dans lequel les critiques ont salué sa performance. 
Vivegam (2017) qui a reçu des critiques mitigées citant des scènes illogiques et un scénario moyen. Viswasam (2019) sorti pendant le festival Pongal de janvier 2019 est un succès au box-office ayant des scènes de sentiment et d'action qui le rendaient attrayant pour ses fans et le public familial. Nerkonda Parvai, dans lequel il a interprété un avocat devient le 2e film d'Ajith aux réponses positives. 

### Depuis 2022
Avec ce même réalisateur H. Vinoth, il met en vedette d'Ajith  Kumar avec deux films d'actions Valimai (2022)  et Thunivu (2023). Ses deux films suivant est avec l'actrice Trisha dans Vidaamuyarchi et Good Bad Ugly, sorties en 2025.

## Filmographie
| Année | Film                      | Rôle(s)                         | Réalisateur(s)        | Notes                              |
| ----- | ------------------------- | ------------------------------- | --------------------- | ---------------------------------- |
| 1990  | En Veedu En Kanavar       | Écolier                         | Senbaga Raman         | Caméo                              |
| 1993  | Amaravathi                | Arjun                           | Selva                 | 1er Film Tamoul                    |
| 1993  | Prema Pusthakam           | Siddhartha                      | Gollapudi Maruthi Rao | 1er Film Télougou                  |
| 1994  | Paasamalargal             | Kumar                           | Suresh Chandra Menon  |                                    |
| 1994  | Pavithra                  | Ashok                           | K. Subash             |                                    |
| 1995  | Rajavin Parvaiyile        | Chandru                         | Janaki Soundar        |                                    |
| 1995  | Aasai                     | Jeevanantham                    | Vasanth               |                                    |
| 1996  | Vaanmathi                 | Krishna                         | Agathiyan             |                                    |
| 1996  | Kalloori Vaasal           | Vasanth                         | Pavithran             |                                    |
| 1996  | Minor Mappillai           | Ramu                            | V. C. Guhunathan      |                                    |
| 1996  | Kadhal Kottai             | Surya                           | Agathiyan             |                                    |
| 1997  | Nesam                     | Ranganathan                     | K. Subash             |                                    |
| 1997  | Raasi                     | Kumar                           | Murali Abbas          |                                    |
| 1997  | Ullaasam                  | Guru                            | J. D.- Jerry          |                                    |
| 1997  | Pagaivan                  | Prabhu                          | Ramesh Krishnan       |                                    |
| 1997  | Rettai Jadai Vayasu       | Vijay                           | C. Sivakumar          |                                    |
| 1998  | Kaadhal Mannan            | Shiva                           | Saran                 |                                    |
| 1998  | Aval Varuvala             | Jeeva                           | Raj Kapoor            |                                    |
| 1998  | Unnidathil Ennai Koduthen | Sanjay                          | Vikraman              | Caméo                              |
| 1998  | Uyirodu Uyiraga           | Ajay                            | Sushma Ahuja          |                                    |
| 1999  | Thodarum                  | Jayaram                         | Ramesh Khanna         |                                    |
| 1999  | Unnai Thedi               | Raghu                           | Sundar C.             |                                    |
| 1999  | Vaali                     | Deva, Shiva                     | S. J. Surya           | Double apparence, Double rôle      |
| 1999  | Anantha Poongatre         | Jeeva                           | Raj Kapoor            |                                    |
| 1999  | Amarkalam                 | Vasu                            | Saran                 | 25e Film                           |
| 1999  | Nee Varuvai Ena           | Subramani                       | Rajakumaran           | Caméo                              |
| 2000  | Mugavaree                 | Sridhar                         | V. Z. Durai           |                                    |
| 2000  | Kandukondain Kandukondain | Manohar (Mano)                  | Rajiv Menon           |                                    |
| 2000  | Unnai Kodu Ennai Tharuven | Surya                           | Kavi Kalidas          |                                    |
| 2001  | Dheena                    | Dheenadhayalan                  | A. R. Murugadoss      |                                    |
| 2001  | Citizen                   | Citizen, Subramani              | Saravana Subbiah      |                                    |
| 2001  | Poovellam Un Vasam        | Chinna                          | Ezhil                 |                                    |
| 2001  | Aśoka                     | Susima                          | Santosh Sivan         | Film Hindi ; Apparence spéciale    |
| 2002  | Red                       | Red                             | Singampuli            |                                    |
| 2002  | Raja                      | Raja                            | Ezhil                 |                                    |
| 2002  | Villain                   | Shiva, Vishnu                   | K. S. Ravikumar       | Double apparence, Double rôle      |
| 2003  | Ennai Thalatta Varuvala   | Sathish                         | K. S. Ravindran       |                                    |
| 2003  | Anjaneya                  | Paramaguru                      | N. Maharajan          |                                    |
| 2004  | Jana                      | Janardhanan                     | Shaji Kailas          |                                    |
| 2004  | Attahasam                 | Guru (Thala), Jeeva             | Saran                 | Double apparence, Double rôle      |
| 2005  | Ji                        | Vasu                            | N. Linguswamy         |                                    |
| 2006  | Paramasivan               | Subramaniyam Siva (Paramasivan) | P. Vasu               |                                    |
| 2006  | Thirupathi                | Thirupathi                      | Perarasu              |                                    |
| 2006  | Varalaru                  | Jeeva, Shivshankar, Vishnu      | K. S. Ravikumar       | Triple apparence, Triple rôle      |
| 2007  | Aalwar                    | Shiva                           | Chella                |                                    |
| 2007  | Kireedam                  | Sakthivel                       | A. L. Vijay           |                                    |
| 2007  | Billa                     | David Billa, Saravanavelu       | Vishnuvardhan         | Double apparence, Double rôle      |
| 2008  | Aegan                     | Shiva                           | Raju Sundaram         |                                    |
| 2010  | Aasal                     | Jeevanandham, Shiva             | Saran                 | Double apparence, Double rôle      |
| 2011  | Mankatha                  | Vinayak Mahadev                 | Venkat Prabhu         | 50e Film                           |
| 2012  | Billa 2                   | David Billa                     | Chakri Toleti         |                                    |
| 2012  | English Vinglish          | Passager de vol                 | Gauri Shinde          | Film Hindi Caméo en version Tamoul |
| 2013  | Arrambam                  | Ashok Kumar                     | Vishnuvardhan         |                                    |
| 2014  | Veeram                    | Vinayagam                       | Siva                  |                                    |
| 2015  | Yennai Arindhaal          | Sathyadev (Sathya)              | Gautham Menon         |                                    |
| 2015  | Vedalam                   | Ganesh (Vedalam)                | Siva                  |                                    |
| 2017  | Vivegam                   | Ajay Kurmar (AK)                | Siva                  |                                    |
| 2019  | Viswasam                  | Thookku Durai                   | Siva                  |                                    |
| 2019  | Nerkonda Paarvai          | Bharath Subramaniam             | H. Vinoth             |                                    |
| 2022  | Valimai                   | A.C.P Arjun Kumar IPS           | H. Vinoth             |                                    |
| 2023  | Thunivu                   | Dark Devil                      | H. Vinoth             |                                    |
| 2025  | Vidaamuyarchi             | Arjun M.                        | Magizh Thirumeni      |                                    |
| 2025  | Good Bad Ugly             | AK (Red Dragon)                 | Adhik Ravichandran    |                                    |

## Récompenses

### Filmfare Awards South
- 1999: Meilleur acteur tamoul pour Vaali
- 2002: Meilleur acteur tamoul pour Villain
- 2006: Meilleur acteur tamoul pour Varalaru

### Cinema Express Awards
- 1999: Meilleur acteur - tamoul pour Vaali
- 1999: Meilleur acteur - tamoul pour Amarkalam
- 2000: Meilleur acteur - tamoul pour Mugavaree
- 2001: Meilleur acteur - tamoul pour Citizen

### Dinakaran Cinema Award
- 1999: Meilleur acteur pour Vaali
- 2002: Meilleur acteur pour Villain

### Tamil Nadu State Film Awards
- 2001: Prix spécial pour le film Poovellam Un Vasam
- 2006: Prix honorifique du film d'État du Tamil Nadu

### Vijay Awards
- 2006: Meilleur acteur pour Varalaru
- 2006: Meilleur héros pour Varalaru
- 2011: Meilleur méchant pour Mankatha
- 2011: Meilleur héros pour Mankatha

### Chennai Times Film Awards
- 2011: Meilleur acteur pour Mankatha

## Autres Awards
- 1993: Bharatamuni Film Awards - Meilleur nouveau visage pour Prema Pusthakam
- 2000: Prix Kalaimamani - Art et littérature
- 2007: Tamil Nadu Cinema Fans Association Awards - Meilleur acteur pour Billa
- 2007: Prix TN Cinema Fans Association - Meilleur acteur pour Billa
- 2015: IBNLive Movie Awards - Meilleur acteur du Sud pour Yennai Arindhaal
- 2025: Padma Bhushan par le gouvernement indien